# Rällan
Rällan, vänsterbiflöde till Rotälven, cirka 20 km långt. Rällan rinner upp i sankmarksområdet Rällhålet i sydvästra Härjedalen, strax norr om berget Rällvarden (779 m ö h). Ån strömmar därifrån åt sydost in i Dalarna, genom sankområdet Trollfljot och förbi Trollberg. Efter sammanflödet med Trollbäck strömmar Rällan i stort sett rakt söderut till sammanflödet med Rotälven vid Rällnäset.